# Michel Hmaé
Michel Hmaé (21 marzo 1978) è un ex calciatore francese, di ruolo centrocampista.

## Carriera

### Nazionale
Con la Nazionale neocaledoniana ha esordito nel 2003. Ne ha vestito la maglia per otto anni, collezionando 28 presenze e 22 gol, con cui fu vice-capocannoniere (con 5 marcature) della Coppa delle nazioni oceaniane 2008.